# 地上デジタル放送推進大使
地上デジタル放送推進大使（ちじょうデジタルほうそうすいしんたいし）は、2003年12月1日から2011年7月24日のアナログ放送終了まで（一部除く）東京・大阪・名古屋を中心に始まった、地上デジタル放送を周知広報するために任命された、NHKと民放のアナウンサー・キャスターの事を指す。
広報大使の一種で、“地上デジタル推進大使”“地デジ大使”とも言う。なお、地上デジタル放送を行う放送事業者で放送大学学園だけは推進大使を任命していない。
ここでは、地上デジタル放送推進大使と一緒に同様の目的で仕事を行う推進キャラクターについても述べる。

## 概要
地上デジタル放送推進大使の起こりは、三大都市圏で地上波によるデジタルテレビジョン放送が始まって1年が経過するのに合わせて設定された「地上デジタル推進週間」である。これに併せて後に内閣総理大臣となった時の総務大臣・麻生太郎から任命された在京テレビ局の女性アナウンサーが、地上デジタル放送推進大使の第1号である。
2005年になると、地デジの全国展開に伴い東京以外の地域でも任命され、全国で放送が始まったその翌年には全国の大使が勢揃いした啓発CMも放送された。
人員は原則として1局1人だが、局によって複数のアナウンサーが任命された場合や一部放送局だけで行った場合があり、そのことを放送で明言している局もあった。これは、以下の理由によるもの。
- 地方放送局は大都市局に比べ、局員総数が少ない。
- 地方放送局の中には大都市局の姿勢に批判的で、「アナウンサーはタレントではない」として通常の放送業務を最優先させているところもある。
- 放送開始時期が異なり、同時に放送開始する局同士だけでCMを製作する関係で推進大使がいる放送局といない放送局に分かれた地域があった。例えばNHK甲府放送局、NHK静岡放送局、静岡放送は全国全放送局の大使総出演のCMを制作することが決まるまで大使がいなかった。
- 民放が少ない県では1局1人では足りないと判断されることがあった。

女性アナウンサーが存在しない若しくは上記の理由により女性アナウンサーに専従させられない局では、男性アナウンサーや現地採用の女性キャスターを大使役に充てているケースがあった。
大使に任命されたアナウンサーが任期途中で放送局を退職するなどの理由により、特に地方局での大使の変更が著しく、NHKでは大使に任命されたアナウンサーが任期途中で別のNHKの放送局に異動することもあり、残ったアナウンサーが空席を穴埋めするため複数の放送局の大使を兼務する場合があった。
テレビの全面デジタル移行まであと5年となった2006年7月25日以降、テレビCMについてはアナログ放送終了の告知に重点を移し、全国共通のものに統一する傾向がみられた。同年12月1日に全国で地上デジタル放送が開始されたこともあり、一時は各大使の活動も縮小傾向がみられ、一部では役職を解く動きもあった。
しかしアナログ放送終了が近づくにつれ、東日本大震災発生で一時小休止したものの再び活動が活発化。新たに著名人を起用した「地デジ化応援隊」が発足したり、お笑いタレントなどを担当者に据えたイベント「日本全国地デジで元気!」が展開されたりと、アナログ終了による難民発生を最小限にするため地デジ大使らは活発に動き回った。
こうして2011年7月24日12時にアナログ放送終了、24時迄の完全停波を以って大半の大使は任務を終了した。ただし東日本大震災で被災した被災3県の各局については地デジ化完了が2012年3月31日へ先送りされたことからこの対象には含まれておらず、日本民間放送連盟も“地デジカ”の寿命を東北の地デジ化完了まで延ばす方針を決めていた。

### アナログ放送終了後
一部の放送局ではその後も、2015年3月31日を期限と定めた「地デジ難民救済策」（デジアナ変換と地デジ難視対策衛星放送）及びデジタル放送の活用推進を目的として、更には関東地方における東京スカイツリーへの移転に向けた広報のため、事実上の再任や留任としたケースもあった。

## 大使を務めた人物など

### 凡例
- 【区分】は、以下の例による。
  - 大使…本項狭義による「地上デジタル放送推進大使」
  - 主将…上記に類する「地デジキャプテン」（ラジオでの地デジ化PR担当）
  - 応援…「地デジ化応援隊」メンバー
  - 元気…「日本全国地デジで元気!」関係者
  - CM…地デジ推進のCM出演のみ
- 人物別・50音順。放送局のソート順は、官公庁・団体→放送局（都道府県→リモコンキーID）。複数局の履歴は、務めた順。
- 担当局はいずれも担当時のもの。

### 団体等
| 区分 | 氏名                        | ふりがな                                            | 任命主体      | 任命時期       | 解任時期       | 備考                           |
| ---- | --------------------------- | --------------------------------------------------- | ------------- | -------------- | -------------- | ------------------------------ |
| 応援 | NMB48                       | えぬえむびー ふぉーてぃーえいと                     | Dpa近畿広域等 | 2011年02月14日 | 2011年07月24日 | 地デジ推進アイドル             |
| CM   | ギンギラ太陽'S              | ぎんぎらたいようず                                  | NHK福岡       | 2010年01月     | 2011年07月24日 | 『地デジ侍』シリーズ           |
| 元気 | ザ・たっち                  | ざたっち                                            | Dpa           | 2010年04月     | 2011年07月24日 | 元気サポーター                 |
| 応援 | ツエーゲン金沢              | つぇーげんかなざわ                                  | 北陸総通局等  | 2010年06月16日 | 2011年07月24日 | 石川地デジ応援隊、 サッカーJFL |
| 元気 | テツandトモ                 | てつあんどとも                                      | Dpa           | 2009年07月     | 2011年07月24日 | 地デジ芸人                     |
| 応援 | 日本野球機構 及び傘下12球団 | にほんやきゅうきこう およびさんかじゅうにきゅうだん | Dpa           | 2010年02月     | 2011年07月24日 | 各球場内での活動               |

### キャラクター
実在しない創作物に限る。
| 名称           | ふりがな       | 制作主体 | 担当声優   | 誕生時期   | 引退時期       | 備考             |
| -------------- | -------------- | -------- | ---------- | ---------- | -------------- | ---------------- |
| 地デジカ       | ちでじか       | 民放連   | 浦和めぐみ | 2009年04月 | 2012年03月31日 | 幹事：フジテレビ |
| デジタルどーも | でじたるどーも | NHK      |            | 2010年01月 | 2012年03月31日 | 「どーも」の一部 |

### 上記以外のスポット担当者
本大使が本業等の都合により対応できず、イベントの参加等1日だけ臨時に務めた経験がある場合はこちらに纏めた。但し、複数回の代行経験があったり他の局で大使経験があったりした場合は本大使の欄に記述。
| 氏名       | ふりがな        | 代行担当局 | 代行事例 |
| ---------- | --------------- | ---------- | --- |
| 小野文惠   | おの ふみえ     | NHK東京    | - 2008年10月26日の『お台場から生放送! 秋の夜長もさだまさし』で「臨時地デジ大使」として出演。                                                                       |
| 山本舞衣子 | やまもと まいこ | NTV        | - 2010年3月11日の『アナログ放送終了まであと500日「ラストスパート500」セレモニー』で業務を代行。 しかし当日本大使の馬場はレギュラーの『おもいッきりDON!』を休んだ。 |

## CM（地域別の独自CMも含む）
地域ごとのCMは一部をDpaが公式サイト上で期間限定公開している。

### 全国版
- 全国版1 - NHKと民放でそれぞれ独自のCMが制作・放送された。
  - 民放版（デジタル放送のうた編〈『聖者の行進』の替え歌〉。2004年12月〜2005年6月） - キー局のアナウンサーが出演（大使は未出演）、15秒・30秒バージョンがある。これに限ってはBSデジタル6社を含む民放連加盟テレビ133社で流された。
民放版に出演したアナウンサー
日本テレビ：小野寺麻衣、河本香織、羽鳥慎一
TBS：安東弘樹、川田亜子、久保田智子
フジテレビ：伊藤利尋、千野志麻、中野美奈子
テレビ朝日：市川寛子、大熊英司、前田有紀
テレビ東京：赤平大、大江麻理子、龍田梨恵
  - NHK版（もっと見られる、全部見られる編。2004年12月〜随時） - NHKの大使以外のアナウンサーを起用
- 全国版2（デジアナに変わっちゃいます編。2005年12月〜随時 民放・NHK） - このCMからNHKと地上波民放で統一したCMを制作・放送。NHK・民放の大使のみ起用し全部で14パターンがある。
- 全国版3（地デジに変わるんです!編。2006年7月24日〜 民放・NHK） - 地上デジタル放送推進キャラクターの草彅を初起用。15秒・30秒バージョンがある。これまでと違い、アナログ放送が2011年7月24日で終了することの告知に主眼が置かれた。前作も同様の内容ではあったがその時点では未開局地域が多かったため、地域・局独自のCMに差し替えられるケースも少なくなかった。
- 全国版4（みんなで地デジ編。2006年10月25日〜 民放・NHK） - 2006年12月1日、親局の最後発組が全て開局するのに合わせて「地デジ大使」が歌を歌い地上デジタル放送が全都道府県で開始することをPRするもの。草彅と放送大学を除く全国の民間放送127社及びNHK各放送局からおよそ160人の「地デジ大使」が参加し、スポットは、全国版と32の地域ごとのあわせて33種類が制作された。
  - 各地域版では草彅のコメントが微妙に異なる。大半の地域では「地デジの、時代です」となっているが、まだ放送自体が始まっていなかった西日本の一部地域では放送開始に向けた準備を促す「地デジの準備、お願いします」に変えられた。
- 全国版5（地デジマーク編。2007年1月1日〜 民放・NHK） - 草彅を起用。15秒・30秒バージョンがある。全国版3と似た内容だが全都道府県で放送が開始されたこともあり、地デジ対応録画機器の扱いなどの告知などに限定している。
- 全国版6（もっと知って地デジ〜地デジにするには、理由（わけ）がある。編。2007年7月24日〜 民放・NHK） - 草彅を起用。15秒・30秒バージョンがある。アナログ放送を継続できる期間があと4年を切ったことから、改めてテレビジョン放送をデジタル化する意味について草彅が説明している。テレビジョン放送が使わなくなる周波数帯の転用先の具体案が示されたことから、その部分を強調。
- 全国版7（あっち、こっち、地デジ。編。2007年〜 民放・NHK） - 草彅を起用。15秒・30秒バージョンがある。こちらは、全国で中継局の整備が進められていることを説明する内容となっている。DPaによる制作発表は全国編6と同時に行われたが、デジタル転換政策の関係で、実際の放送は遅れた。現在は「あっち、こっち、地デジ」のサウンドロゴのみNHKの番組案内（一部）の最後部に挿入されている。
- 全国版8（2008年7月24日〜） - 草彅を起用。テレビジョン放送のデジタル完全移行まで3年となったことから、CMの内容もアナログ放送完全終了の徹底告知に重点を移した。デジタルテレビとアナログテレビを人物に見立てたバージョン、アナログテレビのみ所有する高齢者女性が登場するバージョンがある。
- 全国版9（2008年7月〜） - 草彅を起用。指差確認で「アンテナよし。テレビよし。地デジよし」と呼称しその世帯は地デジ受信になっていることを確認するというバージョンである。
- 全国版10（2009年7月〜） - 草彅の職務停止解除がアナログ終了2年前に間に合わなかったことにより、久々に東京キー局の大使を起用。民放連が採用した「地デジカ」も駆り出され、“デジサポ”のアピールを主体とした。
- 全国版11（2009年秋） - 草彅の復帰に伴い作られた新作。当時行われていた「地デジで親孝行」キャンペーンと連動したもので、高齢者世帯の地デジ化を呼びかけるものであった。
- 全国版12（2010年） - 草彅を起用。中継局の整備がほぼ一段落したことから地デジ化対策の重点がいわゆる「ビル陰」などの共聴施設対策に移ったことを受け、草彅がロック歌手に扮し、マイクの代わりにUHFアンテナを振りかざしてビル陰地域の地デジ化対策を訴えた。適宜テロップが各地域の内容に差し替えられた。
- 全国版13（2011年） - 東日本大震災によって活動を中断していたが、アナログ終了の時期が迫っていたことから急遽制作されたもの。急ごしらえのため草彅を使うことはできず、デジサポによる地デジ化支援業務の内容を分かり易く解説する内容とした。地デジカは着ぐるみで登場し、電話番号については地域ごとに差し替え可能とした。
- 全国版14（2011年） - 13と共に制作されたもの。NHK鈴木奈穂子出演のCMが無かったこと、アナログ終了が迫っていたことからやはり急ごしらえ。こちらは東京の地デジ大使6名を起用しファッションショーをモチーフに地デジ化を急ぐよう訴える内容となった。
- 全国版15（2011年） - 草彅を起用。地デジの受信準備に協力した方々への感謝の言葉を伝えた。アナログ放送完全終了にあわせて、モニター画面にはこれまで放送された草彅が出演する推進CMを一挙に映し出し、最後にモニター画面のすべてが上空と見られる映像が映し出され、デジタルテレビ新時代を迎える演出となっている。

全国版2と4についてはテレビ朝日の地デジ大使だった丸川アナが退職しその退職にまつわるいきさつから、放送ができなくなってしまった。全国版5以降については放送大学（CS放送も含む）でも放送されることがあった。そして草彅が出演したCMについては公然猥褻容疑で逮捕されたことを受け、新Dpaが直ちに全ての放送一時中止を決めた。
- アナログ放送で地上アナログ放送終了告知画面を放送している間、デジタル放送で上記のCMを放送していた放送局では放送中止決定を受けて局独自のCMに変更するなどの対応がとられた。

また、NHKでも地上波だけでなくBS（衛星波）でも放送されることがあった。日本テレビ、TBS、フジテレビでは地上波だけでなくCS放送（日テレNEWS24、TBSチャンネル、フジテレビ721・739）でも放送されていた。そのほか、CS放送で地上デジタル放送の普及促進のCMを放送していたのはスカイ・A（送出元は朝日放送）などがある。

### 北海道
- 2009年から北海道の図形をバックに各放送局のアナウンサー6名がそれぞれ6つのテレビ画面に登場しアナログ放送終了の告知を述べた後（最後に砂嵐でテレビ画面中のアナウンサーの顔が消える）、視聴している放送局のアナウンサーがマラソン（ゼッケンはリモコンキーIDを示す）を走り、ゴールのテープを切ったところが地デジ完全移行という構成となっている（画面上では3～4秒のタイムラグが発生するイメージを意識してか、右がアナログテレビ、左がデジタルテレビと走っている姿が通り抜けているように見える）。
- これとは別にどーも、地デジカ、民放各社のキャラクターが勢ぞろいした「北海道・地デジカ」アニメバージョンも制作され、2010年時点ではこれが放送されている。最後のシーンは地デジカと視聴している放送局のキャラクターがフロント、それ以外の局のキャラクターがバックという位置関係になっているが、地デジカは正確には民放統一キャラクターであり、その関係でWebで公開されている分はどーもと地デジカがフロント、民放キャラクターがバックという位置関係になっている。

### 青森県
- 全国版
- 2007年6月4日よりRAB：筋野裕子、NHK青森：高市佳明、ABA：荒井千里、ATV：駒井亜由美の4人が出演するエリア拡大合同告知CMを県内各局で開始。CMは15秒バージョン2パターン・30秒バージョン1パターンの計3パターンがある。この4名が事実上新地デジ大使となる。

### 岩手県
- 2010年、NHK連続テレビ小説『どんど晴れ』で主演した比嘉愛未を起用し、「地デジ声掛け運動」をPRするCMが制作され、県内で放送された。

### 秋田県
- 全国版2・3・4
- 秋田オリジナル版1：秋田地方局（第1期）アナウンサーが各ニューススタジオから1ショット（最大10秒ほど）の便利さをアピール。4人そろってNHKマスターで1フレーズずつ話した後、各放送局版に。

NHK秋田は「デジタルにGO!」、秋田朝日放送は「AABは5チャンネル」などと告知。
- 秋田オリジナル版2：全送信所本放送スタート後、秋田市内に携帯ワンセグを見ている人たちの感想ショット。その後は1と同じ。
- 秋田オリジナル版3：旧秋田空港滑走路跡地にて、告知。Gメン'75のオープニングを髣髴させるショット。
- 秋田朝日放送オリジナル版1：「5」をアピールしたショット（お弁当の海苔、ドミノなど）
- 秋田朝日放送オリジナル版2：「デジタルハジマル」など街頭で一般人に話す
- 秋田テレビ版：開局当時のBGMを使い、アピール。
- 2009年8月から各局持ち回りで2か月限定放送のCMを制作・放送。1巡目最後のAAB版は多少コントが入った芝居になった。
NHK：大沢幸広(現・大阪局)、ABS：酒井茉耶、AKT：後藤美菜子、AAB：塩地美澄

### 山形県
- 2008年夏から県地デジ推進協議会名義で15秒の「三部作」を作成、第1作から順次公開。第1作では県内5局の正大使全員が出演し、視聴者に恐怖感を与えるような演出でアナログ放送の終了日を強烈にアピールするものとなっている。
NHK：羽隅将一、YBC：長澤紗希子、YTS：熊谷瞳、TUY：安藤友江、SAY：阿久津尚子
- NHK山形は2009年、『今夜はなまらナイト』出演者による独自スポット「地デジもなまらナイト」を制作、随時放送している。
- 2010年、ミニコントを織り交ぜた新作が登場。BGMは大使自らが歌っている。
NHK：山田朋生、YBC：相磯舞、YTS：佐々木真奈美、TUY：渡部有、SAY：白田貴彦

### 福島県
- 2010年、合原明子が東北のNHK初の女子アナ大使となったことを機に、「目指せ!福島県100%地デジ化」をキャッチフレーズとした統一CMを制作した。普及率が伸び悩んでいることが影響しているものとみられる。
  - 民放の出演者は以下の通り。先発局も大使交代があったが、FTVは意外にも“老け返り”した。民放で40代女性が地デジ大使を務めるのはほかにテレビ和歌山の山田みゆき（TEAM2011所属）の例があるくらい。

FCT：大橋聡子、KFB：猪俣理恵、TUF：小野美希、FTV：浜中順子
  - 5人のアナウンサーが「地デジのお問い合わせはこちらまで」と呼びかけた際、表示は電話番号の上記に「総務省地デジコールセンター」となっていたが、途中から県別番号設定により「デジサポ福島」に変更された。
- 2011年はアナログ終了が迫っていることをより強調した新作を放送。KFBはこれを機に猪俣理恵に交代した。
- 2006年12月までは「浜通りに新しい風 地デジ」が放送されていた。

### 関東広域圏キー局と都県域局
- 全国版
- 全国版4については関東独立UHF6局専用にTOKYO MX：小泉恵未、とちぎテレビ：飯島誠、群馬テレビ：淵上詩乃、テレビ埼玉：亀井薫、テレビ神奈川：三崎幸恵各アナとチバテレビ：山田真二局員（一般社員）が1列に並んで出演するバージョンがある（キー局では流れない）。
- 関東専用版は草彅を起用して2010年に作られた。東京都（区・多摩）ではTOKYO MXや放送大学学園テレビを視聴していない場合UHFアンテナを設置していないため、そのままでは戸建でも地デジが見られなくなることから、特にアンテナ関係の対策が急がれており、この点を強調した内容になっている。

### 山梨県
- 2008年、NHKで森花子が就任したのを機にアナウンサーによる30秒合同CM「三部作」を制作した。2作目は北京オリンピック前に放送され、「地デジで五輪を見よう」とアピールするものであった。最終作では全員が歌った。
NHK：森花子、YBS：植田有紀子、UTY：小田切いくみ
- 2009年は、森の後任小宮山晃義を起用した3部作。デジタル化が迫ったことから、より具体的な内容となった一方、小宮山の高身長を活かした演出もみられた。
- ほか、2009年にYBSとUTYが女性アナウンサーを起用した独自スポットを制作。
- 2010年は植田のYBS退社に伴い後任の原香緒里を起用して2本製作。2本目は女子アナ2名を主役にしたヒーローもののミニコントになっている。

### 富山県
- 県地デジ推進協議会名義で2009年に2本制作。地元出身のミュージシャン・高原兄が“地デジ家”に扮し、越中方言で「地デジの準備せんまいけ」と訴える。

### 石川県
- 2009年、以下の女性大使5人の合唱によるバージョンを制作。これと各局独自による珠洲市向けの「早期終了のお知らせ」などを組み合わせて放送している。
NHK：片山千恵子、KTK：細木美知代、HAB：恩田琴江、MRO：白崎あゆみ、ITC：安田真里

### 福井県
- 福井テレビは2008年、アナログとデジタルの画面サイズの違いを利用し同局のキャラクター「Ear-Ear（イヤイヤ）ちゃん」が見えるかどうかでアナログとデジタルを容易に判別できる15秒CMを制作。シンプルな作りながらポイントをうまくとらえて視聴者を啓発している。この方法は他の局にも採りいれられた。
- 2010年、3局の女性大使を起用したミニドラマ形式のCMが制作された。

### 静岡県
- 静岡放送は俳優の鶴見辰吾を起用した60秒のスポットCM「デジタルいちばん。SBS」を制作。「いちばん」は静岡県の民放初の地上デジタル放送局という意味。このCMは全日本シーエム放送連盟が主催する「2005 45th ACC CM FESTIVAL」において ACCゴールド を受賞。
- NHK静岡も独自の告知スポットを放送。この2局は合同で開局記念特番を制作し前夜祭にはコント山口君と竹田君とVanilla Moodをゲストに招き、中継を行った。
- 上記2局から5ヶ月遅れで開局した民放3局は合同で「デジタルエンジェル」キャンペーンを展開。徳増ないる（静岡第一テレビ）、三ツ木麻喜（静岡朝日テレビ）、橋口文恵（テレビ静岡）各アナウンサーが銀色のコスチュームを着て出演する15秒CMを制作。また、それぞれの局の番組『静岡○ごとワイド』、『とびっきり!しずおか』、『テレしず通りパロパロ』に揃って出演した。
- 2010年、「Let's 静岡の地デジ化!」と題し5局の女性大使が出演した呼びかけCMが制作され、各局でスポット放送。このほか静岡第一テレビが徳増を起用しデータ放送の活用を呼びかける独自CMを放送。

### 中京広域圏
- 全国版1・2・3・4
- NHK名古屋と東海準キー局、独立UHF局のキャラクター（東海テレビ：ヤッパくん、NHK名古屋：むねハルくん、中京テレビ：チュウキョ〜くん、CBC：子龍ちゃん、メ～テレ：ウルフィ、三重テレビ：エムっとくん、岐阜放送：はちゃ丸、テレビ愛知：デジタル10チャンネル）が「地デジの歌」（『かえるの歌』の替え歌）を歌いながら地上デジタル放送を知ってもらえるよう伝えている。このCMには地上デジタル推進大使は出演していない。
- 推進大使が出演するのは2006年8月12日と13日に開催された東海準キー局5局合同イベント「Big Wave〜波に乗れ!ナゴヤの地デジ」をPRするスポットCMだけである（よって、三重テレビと岐阜放送の推進大使が登場するのは全国版4のみ）。その後、2007年7月21日と22日に再び開催された「波に乗れ!ナゴヤの地デジ Big Wave'07」のPRを兼ねた形で中京広域の推進大使勢揃いのCMがようやく放送された。
- ほかにNHK名古屋(岐阜、津も)では童謡「おべんとうばこ（お弁当箱）のうた」を替え歌にしたデジタル放送受信準備を呼びかける告知も流される。
- 推進大使を起用したCMは2008年以降年1本のペースで制作・放送されてきたが、2010年は成嶋早穂が途中で東海テレビを退社した関係で、お蔵入りとなってしまった。

### 近畿広域圏
- 全国版1・2
- NHK大阪と関西準キー局と独立UHF局の11人が2011年7月24日アナログ放送終了を歌いながら伝えている。
- 11人なのでサッカーバージョンもある。最後はイエローカード上に2011年7月24日アナログ放送終了テロップ。
- 2008年、大使交代とデジタル化期限が迫ったことで新作登場。アナログ放送終了と地デジ受信方法の周知に重点を移した。ちなみに、翌年、NHK大阪の藤井彩子が東京へ転勤となったにもかかわらず、「あと3年」を「あと2年」に変えただけで放送継続。Dpaで公開されたのはこちらのオリジナルバージョン（3年）。藤井の転勤、牧田もりかつのセミリタイアにより途中で改作されたが、竹内優美のテレビ大阪退社、平野智美の産休入りにもかかわらず、その後も同様の手法で放送され続けている。
- 2009年秋、ytvが当番となり、「地デジ娘」バージョンと「地デジ迷子」バージョンという2つの新パターンが登場。大使の途中交代にも対応できるよう「TEAM2011」は登場しない全くの新作だが、「地デジ娘」バージョンはアナログ放送終了を訴える少女が白塗りの状態で出ているため、視聴者によっては恐怖感を覚える場合もある。
- 2011年5月13日より、「地デジ推進アイドル」のNMB48が、NMB48初のオリジナル曲「青春のラップタイム」（作詞・秋元康）にのせて地デジを推進するCMの放映が開始された。

### 鳥取県・島根県
- 日本海テレビが当番となり、2008年に山陰全局で流す15秒のアニメーションCMを制作。各局のマスコットキャラクター（NHK：どーもくん、日本海テレビ：ぶっピィ、山陰放送：ラッテちゃん、山陰中央テレビ：えいっとくん）が登場している。

### 岡山県・香川県
- 全国版1・2・3・4
- NHK高松と民放5局の推進大使5人が出演するCMが各局に流れており、それぞれ一言地デジの魅力について語るもの。30秒のロングバージョンと15秒のショートバージョンの2パターンが流れている。いずれも順番にはNHK→RNC→KSB→RSK→TSC→OHKで言う台詞もどちらも共通。
- 上記とは別に瀬戸内海放送が独自のキャンペーンCM「レッツ5（ゴー）ーPark KSB デジタル」を繰り広げ、推進大使のアナウンサーと局のキャラクター「スパーキー」と共演している。GOと5をかけているのもKSBのリモコンIDが5chだからである。
- テレビせとうちも同様に「ドキドキ、地デジなな（7）ちゃんねる」のキャンペーンCMを推進大使のアナウンサーとキャラクター「ななちゃん（同じくリモコンIDが7chをひっかけた名前）」が共演している。また「ななちゃん」のみのアニメーションバージョンもある。
- 2006年10月からは岡山放送でもキャラクター「OH!くん」がアニメーションで登場するキャンペーンCMが登場。キャンペーンソングは過去いくつものOH!くんソングを手がけているケダマが担当。
- 山陽放送でも毎週日曜夕方に地デジのしくみやどうしたら見られるかといったワンポイントアドバイスの5分番組を放送している。
- 2010年、一部大使交代などもありミュージカル仕立ての新作を制作。「ザ・地デジショー」と銘打った。出演大使は以下の通り。
NHK：魚住優&島麻希子、RNC：野口恵、KSB：斎藤康之、RSK：大寺かおり、TSC：西野友子、OHK：高橋圭子

### 広島県
- 全国版1・2・3・4・5
- NHK広島と広島民放4局の推進大使5人が街（NHK広島）、ニューススタジオ（HTV、TSS）、取材ヘリ（HOME）、局正面玄関前（RCC）でそれぞれデジタル放送の告知をリレー読みで行い最後にデジタル、アナログ共用のカラーバーの前で5人のアナウンサーが跳び「2006年10月1日デジタル放送で会いましょう」と流れになっている告知CMが流れる。順番はNHK→TSS→HTV→RCC→HOME。また2006年1月頃から各局独自にこのCM中に2011年アナログ放送終了のテロップを出している（当初は無かった）。
- NHKの推進大使の変更とデジタル放送2ヶ月を切ったため、8月7日から広島に拠点を置く野球球団広島東洋カープのユニフォームを着た5人の推進大使が広島市民球場のグラウンドに赤い生地に「デジタル放送で会いましょう」とかかれた横断幕を持って入場しデジタル放送で会いましょうと叫び、観客がワーと叫ぶ告知CMに変わった。CMは総務省や他の地方局と同じハイビジョン製作に変更した。ユニフォームに書いている背番号はそれぞれの局のリモコンチャンネルが書かれている（NHK・1（総合テレビの番号）、RCC・3、HTV・4、HOME・5、TSS・8）。2006年10月まではデジタル放送開始の告知CMとして2006年10月以降は2011年7月のアナログ放送停波（終了）の告知としてデジタル放送を開始した2006年10月～2008年7月まで使用していた。ほんの一瞬だが、当時の広島東洋カープ監督のマーティ・ブラウンや、マスコットの スラィリーも出演していた。
- 2008年7月からはデジタル放送の告知からアナログ放送以降のCMへと切り替わった。アナウンサーを映している映像ハイビジョン製作であるが、背景のCGはハイビジョンではなく標準画質である。2009年3月まで放送した。
- 2009年4月からはこのシーズンから広島東洋カープが本拠地を置くマツダスタジアムのグラウンドに4人の大使がスコアボードをバックに立ち、アナログマークが表示されている放送は2011年までに終了することを告知するCMを放送している。ただし以前の市民球場のCMのようにユニホームを着たり、試合中に撮影ではなく、スタジアム使用開始前の完成直後に撮影した。このCMよりNHKの推進大使が配属局の異動で交代した。
- 2010年には、NHKの高山哲哉をお好み焼き店主、女子アナを客にコント仕立てのCMが制作された。高山加入でRCCの和佐が最年長ではなくなったこともあって可能になった作品である。

### 山口県
- 大使交代（といっても、NHKだけだが）ごとに新作が作られている。ちなみに、大使の制服は白を基調とする地域が多い中、山口県は青を基調としており、これは途中から変わらない。
- 2009年秋時点の出演者は以下の通り。
NHK：牛田茉友、tys：佐藤けい、KRY：脇田美代、yab：山田香菜子
- 2010年、15秒の呼びかけ編、方言編、歌編の3本制作。歌編は大使のほとんどが音痴であることを露呈する内容になってしまった（これは民放の当事者もブログで認めている）。
- またNHKは、北九州放送局があることを利用し、民放に代わって広域下関市における受信対策にあたっており、山本譲二を“関門ジョージ”として起用した。

### 愛媛県
- 全国版1・2・3・4
- 2006年5月22日には在松民放4社と共に地上デジタル放送開始を告知するスポットCMが作られた（この告知スポットは、6月1日より放送中）。
- その後も、大使交代やイベントなどの機会に、随時スポットCMを制作、放送。
- NHKは2010年、友近由紀子と外国人タレントを起用した「トモチカ地デジ化」のキャンペーンCMを4本製作。なぜかNHK単独であるにもかかわらず最後に“地デジカ”が現れる。

### 高知県
- 県内オリジナル版としては、「地デジになるとこんなに綺麗になります」と大使4名が萌え系のイラスト（一枚画）になるというものがある（時期失念。2008年ごろ?）。
- 過去（2005年ごろ?）には全国版1（デジタル放送のうた編）を県内のアナウンサーでリメイクしたパターンもあった。映像ベースは全国版1そのもので、キー局アナウンサーの映像部分を新規撮影した県内アナウンサーの映像に差し替えている。歌詞も1フレーズだけ変更されていた。
- 2010年、NHK大使交代に併せ、アナログ放送のレターボックス実施とかけて準備を急ぐよう訴える新作が登場した。
NHK：久下真以子、RKC：永見佳織、KUTV：高曽根里恵、KSS：寺島舞

### 福岡県
- 全国版1・2・3・4
- 福岡県の民放テレビ局のうち、2006年7月1日に放送を開始した九州朝日放送（同年12月1日開始）以外の4社が共同制作（既に放送終了）。
  - 4社の正大使が大使の正装である白スーツを身にまとい、陸上競技の短距離走スタートを思わせる演出。スタートとともに暗転し、「7月1日、地デジスタート」。あとは各局別で、「○△×は（デジタル）□チャンネル」と正大使が自社のデジタル放送におけるチャンネルを紹介。
  - これは15秒版であり、ほかに短時間版があった。内容はもっと簡素化されており、パターンとしては他社の正大使が白い幕を持ち自社の正大使が「7月1日、地デジスタート。○△×は（デジタル）□チャンネル」と告知。これと同じ内容をテロップで表示。なお、テレビ西日本はこの短時間版を独自で制作し放送した。
- NHK北九州は、以下の対応をとった。既に県域親局となる福岡局が本放送を開始しているため、特段に強調することは無いようである（法令上北九州局は「中継局」の扱い。これは、2007年に開始の北海道内6局も同じである）。
  - 2006年5月～6月、北九州市門司区出身でNHK福岡での勤務経験がある宮本隆治アナウンサーを起用し、開始100日前地デジ体験イベントの告知を行った（『NHKのど自慢』苅田町大会（同年5月7日生放送）の出張の合間を利用して収録された）。なお、このときのイベントではまだ試験電波を発射していなかったため福岡局から送られてくる素材映像を利用しての地デジPRとなった。
  - 同年8月と9月は、番組や通常のスポットCMで地デジ開始や関連イベントの開催を告知。なおスポットCMのうち1本は宮本アナが出演しているが前述の告知のうちイベントPRの部分を除いたものを再編集し30秒版に作り直したもので、新作ではない。
  - 10月の本放送開始後のスポットCMは、北九州局でアナウンサー人生をスタートさせた堀尾正明アナウンサーが出演した新作に切り替えた。北九さんは端の部分しか映っていないが堀尾アナが北九さんの脇に立ち、地上デジタル放送の開始とエリア拡大をPRしていた。もちろんハイビジョン撮影である。
- 全国版4の福岡県バージョンは、全県で在福岡各局の正大使（神田、柴田、川添、仲谷、立花並びに高山）が出演したものが放送された。
- 2010年2月9日、久々となる合同CM「在福6局共同地デジCM」がNHK福岡放送局で収録された。NHK福岡渡邊佐和子・TVQ立花麻理・TNC新垣泉子の正大使に加え、KBC高島宗一郎・RKBキャスター川上政行・FBS古賀ゆきひとら各局を代表するワイドショーの男性司会者が参加。音楽が盛んな土地柄を反映し、6人が「地デジバンド」を結成して歌う15秒バージョンのCMを順次ストーリー展開させていく内容である。しかし、同年8月末に高島が福岡市長選挙に出馬する意向が伝えられ（後に正式に表明しKBCを退社）、公職選挙法の都合もありこれらのCMは放送不可能となった。その後新たにKBC代表として宮本啓丞が参加し、再び制作・放送が行われている。
- NHK北九州は、開局80周年にあたる2011年になってようやく独自キャンペーンに本腰を入れた。アナログ放送終了目前の開始ということもあって、「ありがとう、アナログ!」をキャッチフレーズに、小倉出身の草刈正雄と地元の劇団員によるミニドラマを2本製作し、随時放送。

### 佐賀県
- 佐賀県のCMは当初からNHKとstsの合作である。
- 2009年以降、方言を織り交ぜた以下の4パターンが相次いで制作された。
  1. 有明海の生きもの・ムツゴロウとシオマネキ編（有明海沿岸地区におけるアンテナ設備の点検呼びかけ）
  2. 唐津くんち編（地デジ詐欺に注意!）
  3. 集合住宅編（集合住宅における対応呼びかけ）
  4. 地デジ県民サポートセンター編
- 上記4つの出演者は以下の通り。
  - NHK：平田理絵、sts：古賀奈津子（1から3まで）
  - 声：よしのがり牟田（1：シオマネキ、2：唐津くんち4番曳山義経の兜、3：集合住宅）
  - 声：YUYA（1：ムツゴロウ、2：唐津くんち5番曳山鯛、4：ワンマンDJとしてナレーション全般）

### 長崎県
- CM開始日は不明
- 「デジギャル4」として民放4局の大使のみが出演、4つの地上デジタル放送の魅力を宣伝している（4パターンにCMを作り変え宣伝のみのパターンも1パターンを加えて、全部で5パターンあると見られる）。
  - 「デジギャル4」メンバーは次の通り。
    - 長崎放送・豊﨑なつき、長崎国際テレビ・千北英倫子、長崎文化放送・林亜美、テレビ長崎・本田舞

### 熊本県
- 全国版1・2・3・4（全国版4については、熊本県バージョン）
- NHK熊本・熊本民放編 - NHK熊本と熊本民放4局が共同制作。CM開始日は2006年8月14日から。15秒と30秒CMの2種類あるが、内容が違う。
  - 15秒CMの場合：大使が大使の正装である白スーツを身にまとい、「地上デジタル放送推進大使」と書かれたたすきをして「2006年」「12月から」「熊本地区でも」「地上デジタル放送が」「始まります!」と5人の大使がそれぞれのフレーズを言った後、「レッツ!地デジ」と5人全員で言う。フレーズを言う順番は、NHK→RKK→KKT→KAB→TKU。
  - 30秒CMの場合：大使が大使の正装である白スーツを身にまとい「地上デジタル放送推進大使」と書かれたたすきをして「12月」「1日から」「熊本地区でも」「地上デジタル放送が」「始まります!」と5人の大使がそれぞれのフレーズを言った後、各局別で「デジタル○△×は□（チャンネル）」と大使が自社のデジタル放送におけるチャンネルを紹介。フレーズを言う順番、チャンネルを紹介する順番は15秒CMのフレーズを言う順番と同じくNHK→RKK→KKT→KAB→TKU。最後に「熊本でも、レッツ!地デジ」と5人全員で言う。
- 熊本県民テレビ（単独）編 - 同局が単独制作。CM開始日は不明。5秒スポットと15秒CMの2種類があるが、内容は少ししか変わらない。
- 熊本朝日放送（単独）編 - 同局が単独制作。CM開始日は不明。5秒スポットと15秒CMの2種類があるが、内容は少ししか変わらない。また、CMメイキングとして舩津真弓がひたすら映る60秒CMもオンエアされた。
- 熊本放送（単独）編 - 同局が単独制作。CM開始日は2006年11月1日から。5秒スポットと15秒CMの2種類があるが、内容は少ししか変わらない。自局のイメージキャラクターの「あるぽ」が、自分（あるぽ）の自己紹介と「デジタルRKKは3チャンネル!」というフレーズを言っている。5秒スポットでは、イメージキャラクターの「あるぽ」が「デジタルRKKは3チャンネル!」というフレーズを言うだけである。映像は、RKKのホームページ内の あるぽの部屋 に掲載されている。
- 2010年になって、久々に5局の大使勢揃いのCMが製作・放送された。

### 大分県
- 全国版1・2・3
- NHK&民放3局共同CMがあり、野球場で各局アナウンサーが投手・打者・捕手・審判に扮して地デジをPRするものとデータ放送でレシピを確認しながらケーキを作るものの2種類がある（既に放送終了）。
- 2009年、以下の4名による15秒スポット2本を制作した。アパートの1室で繰り広げられる地デジ化をめぐる小話形式。
OBS：後藤なぎさ、OAB：高嶋和代、NHK：黒田信哉、TOS：野島亜樹

### 宮崎県
- 2009年以降、3局の大使勢揃いによるCMを随時製作・放送。他県と異なり奇は衒わず、シンプルにアナログ放送終了に伴う必要な呼びかけを行っている。
- 各局でも単独のCMを製作、統一CMと組み合わせ随時放送。

### 鹿児島県
- 全国版1～15
- NHK版（下記の版が終了後放送）
- NHK鹿児島版（鹿児島県内向け。もっと見られる、全部見られる編を踏襲したもの柴田拓が転勤するまでアナウンサー編（北野剛寛・廣瀬智美ほか）でその後は県内繁華街でインタビューをする形式に変更。すでにいずれも終了）
- NHK鹿児島・鹿児島民放編 - 2006年9月1日から11月30日まで鹿児島のNHK・民放の大使の出演が出演（地上デジタル放送試験フィラー放送でも放送）。
  - 15秒CMの場合：大使が、大使の正装である白スーツを身にまとい、「地上デジタル放送推進大使」と書かれたたすきをして全員で「12月1日からわたし達きれいになります」全員で「12月1日からわたし達の声もきれいになります」全員で「12月1日地上デジタル放送が始まります!」（該当局のアナウンサーのみが）「○△×は□チャンネルで」と、チャンネル数を表示したパネルを持って告知（NHKは総合・教育両方をそれぞれ製作した）。
  - 30秒CMの場合：大使が大使の正装である白スーツを身にまとい、「地上デジタル放送推進大使」と書かれたたすきをして全員で「12月1日からわたし達きれいになります」（該当局のアナウンサーのみが）「○△×は□チャンネルで見てね」とチャンネル数を表示したパネルを持って告知（NHKは総合・教育両方をそれぞれ製作した）。
  - 5秒スポットの場合、大使全員で「レッツ!かごデジ」と言い画面には「○△×は□チャンネル」と表示される（放送回数は5秒スポットが一番少ない上にNHKでは放送がこのCMに関してだけなかったが、2週間だけNHK鹿児島で『情報WAVEかごしま』の映像を入れた30秒にしたCMを作成）。
- 上記のものとは違う、5秒スポットバージョンが2009年2月ごろに製作・放送されたが、淵脇が3月末で異動となったため放送は短い期間で終わった。
- それ以降は、地元の俗謡「ちゃわんむしの歌」の替え歌を採用したバージョンになっている。
  - アナウンサーバージョンのメンバー
MBC：豊平有香、NHK：藤井まどか、KYT：山下香織、KKB：梶尾みどり、KTS：中西真貴
  - しかし、藤井が2010年2月転勤で離れたため、2010年度版は替え歌が浸透したとして県民に歌わせた統一バージョン3パターンに置き換えられている。同時に、終了まで1年となったことの告知も明確化した。

### 沖縄県
- 地理的条件から普及が遅れていることもあり、2009年に4社局共同で制作。9月18日頃から放送開始。
  - NHK沖縄『きんくる 〜沖縄金曜クルーズ〜』“船長”の津波信一と地元俳優の仲田幸子が出演し、「地デジ!イチデージ（一大事）!!劇場」と銘打つ。
  - 全3作。Dpa公式サイトに加え、NHK沖縄も公式サイトで公開。
- NHKは2010年、登川誠仁、『デジタルQ』に出演していたキャン×キャン、前記統一CMにも出演した舞踊集団「花やから」の児童メンバー・光ちゃんを起用したミニドラマCMを5本製作し放送している。
- 2011年1月、久々に統一新作を制作。地デジ大使4名と地デジカが書き初めをモチーフに「テレビの歴史が変わります」と訴えるもの、「完全地デジ化宣言」を行うものの2種類があり、前者は1月3日までのデジサポ沖縄電話受付時間の短縮も表示していた。
- 2011年1月24日、アナログ放送終了半年前を機に統一新作を制作。歌手の前川守賢、地デジ大使4名が、「ちょんちょんキジムナー」の替え歌「地デジカちょーんどー」[4]（沖縄語で「地デジカが来ているよ」の意味）を踊り歌うというもので、アナログ放送終了が迫っていることとデジタル放送の魅力をアピールした。

## 大使の地域別の結成日と関連したイベントと番組出演

### 中京広域圏
- 毎年7月中旬に「波に乗れ!ナゴヤの地デジ Big Wave」と題してオアシス21銀河の広場でお笑いタレントによるショーや物真似、トークショー、音楽アーティストによるライブなどが開かれている。

### 近畿広域圏
| 2005年12月1日   | 結成式 ヨドバシ梅田前 |
| 2006年3月31日   | アメリカ村（ワンセグイベント） |
| 9月9日          | 万博記念公園 万博スタジアム（ガンバ大阪対セレッソ大阪戦） |
| 10月8日         | 御堂筋パレード |
| 12月1日         | おはよう朝日です（朝日放送） 痛快!エブリデイ（関西テレビ） 京阪天満橋駅前 ちちんぷいぷい（毎日放送） 情報ライブ ミヤネ屋（読売テレビ） かんさいニュース1番（NHK大阪）             |
| 2007年10月14日  | 御堂筋パレード |
| 11月30日        | おはよう朝日です（朝日放送） 痛快!エブリデイ（関西テレビ） ぐるっと関西おひるまえ（NHK大阪） 京阪天満橋駅前 ちちんぷいぷい（毎日放送） 情報ライブ ミヤネ屋（読売テレビ）          |
| 2008年3月31日   | なんばウォーク ホワイティうめだ（ともにワンセグイベント） |
| 7月24日         | 京都駅前広場 |
| 10月27日        | 完全デジタル化「1000日前」にちなみ千日前で全国を代表してイベント。 藤崎マーケットもゲスト参加。                                                                                   |
| 12月1日         | おはよう朝日です（朝日放送） なるトモ!（読売テレビ） ごきげんライフスタイル よ〜いドン!（関西テレビ） ぐるっと関西おひるまえ（NHK大阪） 京阪天満橋駅前 ちちんぷいぷい（毎日放送） |
| 2009年7月24日   | 完全デジタル化「2年前」にちなみ二年坂を歩き、清水寺でイベント。 |
| 12月1日         | おはよう朝日です（朝日放送） ごきげんライフスタイル よ〜いドン!（関西テレビ） ぐるっと関西おひるまえ（NHK大阪） ちちんぷいぷい（毎日放送） かんさい情報ネット ten!（読売テレビ）  |
| 2010年6月4日    | 阪神甲子園球場「阪神タイガース“地デジカ”ナイター」 阪神タイガース対オリックス・バファローズ戦                                                                                     |
| 6月12日         | 京セラドーム大阪「オリックス・バファローズ地デジPR作戦」 オリックス・バファローズ対横浜ベイスターズ戦                                                                             |
| 7月27日 7月28日 | 阪神甲子園球場「阪神タイガース“地デジカ”ナイター」 阪神タイガース対横浜ベイスターズ戦（7月29日は雨天中止の為開催なし）                                                            |
| 8月24日         | 京セラドーム大阪「阪神タイガース“地デジカ”ナイター」 阪神タイガース対広島東洋カープ戦                                                                                             |

### 岡山・香川県
- 2005年12月1日結成。
- 岡山市のクレド岡山前イベント広場にて結成日と同日にお披露目イベントを開催。
- 2006年8月に開催した「おかやま桃太郎まつり」と「さぬき高松まつり」のイベントに民放5局の推進大使が出演。鈴木奈穂子はこの時点で松山局大使も兼任していたため欠席。
- 2008年にも、8月3日の「おかやま桃太郎まつり」と8月13日の「さぬき高松まつり」のイベントに推進大使全員が出演。新任のNHK：上條倫子、RSK：守口香織、RNC：野口恵を含む新大使6人全てが初めて勢揃いした。

### 福岡県
- 結成日不明
- 全局統一で行動するときは、方言になぞらえて「デジタルよかたいひろめ隊」と名乗る。
- 2006年9月、北九州地区での放送開始を前に当時の北九州市長を以下の隊員が表敬訪問。

NHK：有馬幸恵、KBC：柴田恵理、RKB：川添麻美、FBS：仲谷亜希子、TVQ：義山望、TNC：高山梨香
FBSの仲谷にとっては、CM撮影以外では産休に入る前任の若林麻衣子から任務を引き継いで初めての仕事だった。
- 同年10月1日、NHK北九州で普段ニュース専用で使われるスタジオにて北九州地区の放送開始を祝う式典が行われ、NHKの有馬と民放の正大使が開始のスイッチを押した。式典終了後、NHKもその一部を構成するリバーウォーク北九州でNHKの塚原泰介アナウンサーも加わり風船を配り開始をPRした。

同日はNHK北九州が重松亜紀と北九さんの進行により特別番組を放送。式典を終えたばかりの有馬も一時飛び入りで参加。但し当日は安倍政権発足により『日曜討論』が延長されたため、式典を生中継することができなかった。
- 2007年8月5日、福岡市の西鉄福岡（天神）駅隣のソラリアプラザで全国を巡るイベントと合体した「地デジエリア拡大&地デジ体感全国キャラバン in 福岡」が行われ、以下のメンバーが揃いの青いTシャツと白のスカート・パンツ姿で9月1日のエリア拡大などをPRした。

NHK：守本奈実、KBC：柴田恵理、RKB：川添麻美、FBS：仲谷亜希子、TVQ：義山望、TNC：牧尾結衣
TNCは高山が『DREAM競馬KOKURA』の司会となったことなどもあり、大使としての仕事を従来のペースでこなすことが難しくなったため急遽高山と同じく地元福岡県出身の牧尾を大使として追加任命。この日が初仕事となった。

### 熊本県
- 2005年12月1日結成。熊本市のびぷれす熊日会館にて結成日と同日にイベントを行う。
- 2006年12月1日 - 本放送開始による、記念イベントをびぷれす熊日会館でおこなう。
- 2006年12月までコマーシャル放送されていた。

### 鹿児島県
- 2005年12月1日結成。JR九州鹿児島中央駅のアミュプラザ鹿児島にて結成日と同日にイベントを行う。
- 同日に鹿児島の地上波では初のNHK・民放アナウンサーが当時のKYTニュースプラス1（現在の『KYT Newsリアルタイム』）で全員が他局の番組に出演し地上デジタル放送について告知を行ったが、徳住アナの時間配分が悪く全員がメッセージを伝えられなかった。以前には自動車税のCMに民放とエフエム鹿児島のキャスターが出演するCMも放送された事があった（これについては徳住有香・淵脇正恵のみ共通して出演している）。
- 2006年1月12日 - 鹿児島県庁に伊藤祐一郎知事を表敬訪問。
- 2006年11月5日 - サービス放送開始による推進イベントをドルフィンポートで行う。
- 2006年12月1日 - 本放送開始による、記念イベントをアミュプラザ鹿児島でおこなう。尚、赤坂プリンスホテルの東京会場やNHKの特別番組でも中継（カウントダウンの瞬間も含む）があった（MBCのみ中継無し）。同日9:55から民放4局合同の開始特番（収録番組）を放送し、これとは別に生放送の開始特番も各局にて放送した。
- ポスター製作済み（なおポスターについては、九州・沖縄の他地域でもポスターのレイアウトがまったく同じである）
- 2006年11月までコマーシャルが放送されていた。
- 『mixx』、『どーんと鹿児島』、『KYTニュースプラス1』、『KYT Newsリアルタイム』、『スーパーニュースイマジン』、『情報WAVEかごしま』等にて地デジ告知や特集を放送。
- 他にも活動有